# Підсак

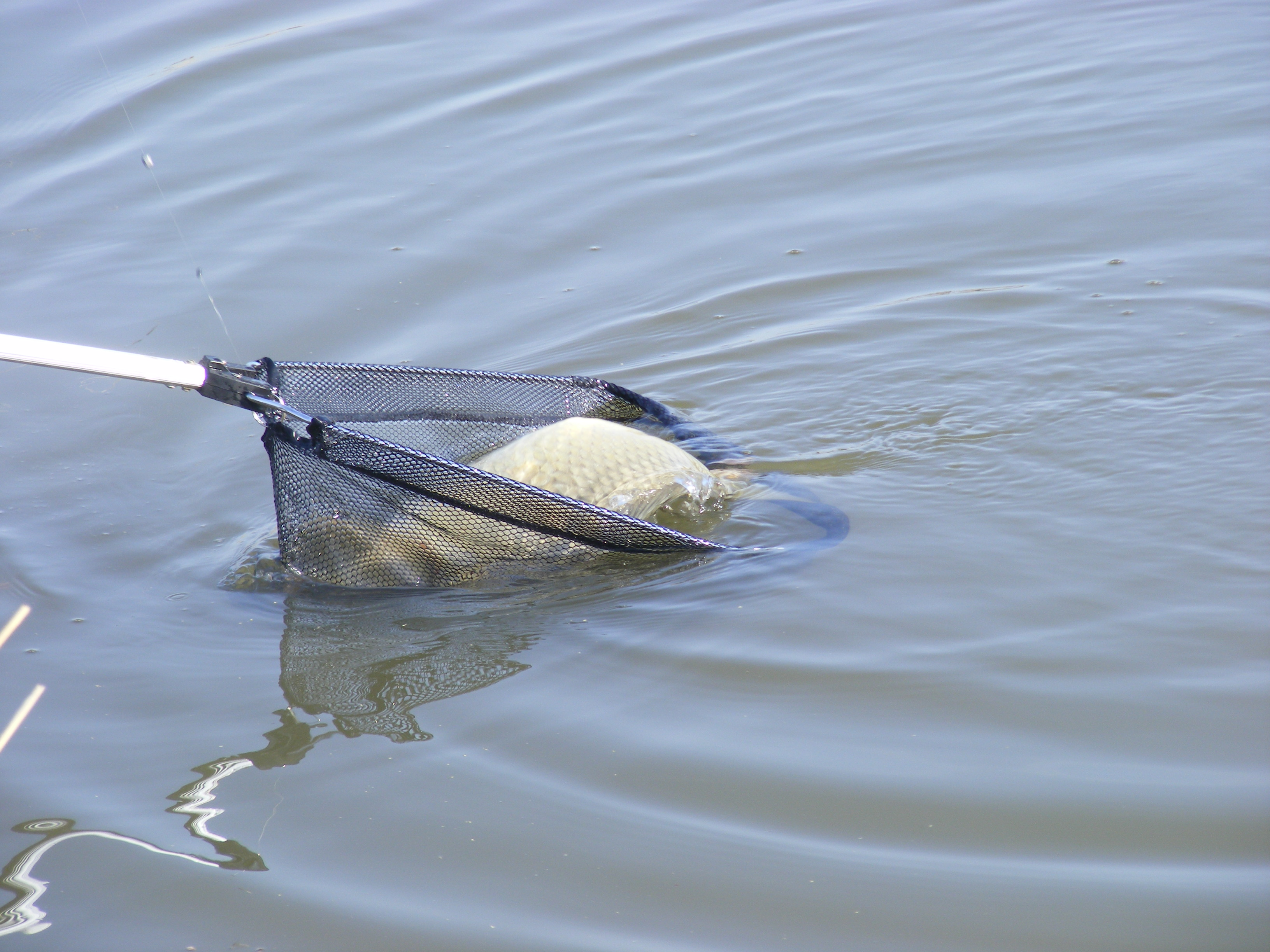
Підсак

Підса́к, підса́ка — допоміжне знаряддя рибної ловлі для витягування пійманої риби. Являє собою невелику рибальську сітку, натягнуту на обруч з держаком. Іноді може слугувати самостійним знаряддям рибної ловлі.